# Franz Sichler
Franz Sichler (* 20. März 1909 in Schwandorf; † 6. November 1985 ebenda) war ein deutscher Politiker (SPD).

## Leben
Nach einer Müllerlehre war Sichler als Obermüller beschäftigt, bis er von 1939 bis 1945 als Soldat im Zweiten Weltkrieg tätig war. Bei den Kämpfen um Stalingrad wurde er dabei schwer verwundet.
1923 wurde Sichler Mitglied der Sozialistischen Arbeiterjugend, 1927 der SPD. Zum 1. April 1941 trat er der NSDAP bei. 1945 wurde er Bürgermeister in Schwandorf. Er war Mitglied des Schwandorfer Stadtrats und Mitglied des Kreistags von Burglengenfeld sowie SPD-Parteisekretär in Regensburg. Von 1946 bis 1947 und von 1950 bis 1970 war er Abgeordneter des Bayerischen Landtags. 1950 wurde er im Stimmkreis Burglengenfeld, Schwandorf-Stadt, Roding direkt gewählt, sonst zog er über die Liste im Wahlkreis Oberpfalz ein.
Sichler war seit 23. Juni 1962 Träger des Bayerischen Verdienstordens.